# Shahin Najafi
Shahin Najafi (Farsi:شاهين نجفى ), född 1980 i Bandar-e Anzali, Gilan, Iran, är en iransk musiker, sångare, låtskrivare och politisk aktivist som för närvarande är bosatt i Tyskland.
Najafis låtar handlar mest om frågor som teokrati, fattigdom, sexism, censur, barnarbete, avrättning, narkotikamissbruk och homofobi. I intervjuer har han sagt att han strävar efter att använda poetiska, litterära, filosofiska och politiska inslag i sin musik.
När han var sex år dog hans far och senare blev hans bror drogberoende och dog också. Han började skriva poesi som tonåring och började lära sig gitarren i de klassiska och flamenco-stilarna vid 18 års ålder. Han blev sedan en underjordisk artist i Iran, spelade i både rock och spansk musikstilar och arbetade med olika band.
Han studerade sociologi vid universitetet i Gilan och uttryckte öppet sina åsikter om universitetet, vilket ledde till att han förvisades.
Shahin Najafi är gift med Leili Bazargan, barnbarn till den muslimske politikern Mehdi Bazargan.

## Diskografi

### Album
- Ma Mard Nistim (2008)
- Tavahhom (2009)
- Sale Khoon (2010)
- Hich Hich Hich (2012)
- Tramadol (2013)
- 1414 (2014)
- Sade (2015)
- Radikall (2017)
- Jens Sevom (2019)

### Singlar
- Shaere tamam shodeh
- Vaghti keh
- Mahdi
- Bega Mega
- Naghi
- Istadeh mordan
- Too halgham
- Period
- Marg Nazli (The death of Nazli)
- Maman
- Eedam (The Execution)
- Sha'aban
- Amoo Norooz
- Bbbbc
- Salam
- Proletariat
- Ay Leili
- Shahinam
- Blue
- Shayad
- Beh Name to
- Barkhiz
- Ba mohayam
- Masikh
- Bawaasir